# Charlotte Crosby
Charlotte-Letitia Crosby, née le 16 mai 1990 à Sunderland, est une personnalité de téléréalité et une animatrice de télévision britannique, connue pour sa participation à l'émission Geordie Shore. Elle a également remporté la douzième saison de l'émission britannique Celebrity Big Brother. À partir de 2017, elle co-anime l'émission Just Tattoo of Us (en) sur MTV. En 2018, une émission de téléréalité consacrée à son quotidien et intitulée The Charlotte Show est diffusée sur MTV. Elle a également sorti un livre et plusieurs DVD sur le fitness.

## Biographie
Charlotte-Letitia Crosby naît le 16 mai 1990 à Sunderland de Gary et Letitia Crosby. Après l'obtention de son certificat de fin d'études secondaires à la St Anthony's Girls' Catholic Academy (en), elle travaille un temps comme barmaid,,.
De 2011 à 2016, elle participe à l'émission de téléréalité Geordie Shore, pendant 12 saisons. Elle s'y fera remarquer par son langage outrancier, ses abus d'alcool et sa relation amoureuse conflictuelle avec Gaz Beadle (en), un autre participant de l'émission. Leur relation dure jusqu'en 2016 lorsqu'elle décide de rompre après qu'il l’a trompée lors du tournage d'Ex on the Beach (en) et qu'elle a dans le même temps souffert d'une grossesse extra-utérine pour laquelle elle est opérée d'urgence en obligeant les médecins à lui retirer son tube utérin gauche,.
En 2013, elle participe à la douzième saison de l'émission britannique Celebrity Big Brother dont elle sort gagnante. 
Par la suite, ayant pris beaucoup de poids à la suite de divers excès, elle change de mode de vie, perd du poids et sort un livre ainsi que plusieurs DVD de fitness dont Charlotte's 3 Minute Belly Blitz qui se vend à plus de 500000 exemplaires, devenant le DVD de fitness britannique le mieux vendu de tous les temps,.
En 2015, FHM lui attribue la 54e position dans son classement des « 100 plus belles femmes du monde ».
À partir de 2017, elle co-anime l'émission Just Tattoo of Us (en) sur MTV et en 2018, une émission de téléréalité consacrée à son quotidien et intitulée The Charlotte Show est diffusée sur MTV.
Elle a subi plusieurs opérations de chirurgie esthétique au niveau du nez, des lèvres et de la poitrine,.
En janvier 2020 elle participe à la 6e saison de la version australienne d'I'm a Celebrity… Get Me Out of Here!. Elle reste dans la jungle africaine du 1re au 26e jour.